# Omar Noumri i Coca
Omar Noumri i Coca   (Algèria, 1991) és un historiador i polític català, nascut a Algèria de pare algerià i mare catalana. En les eleccions municipals de maig de 2019 va ser elegit alcalde de Castelló de Farfanya (la Noguera) en assolir majoria absoluta la candidatura d'ERC que encapçalava, essent el primer alcalde d'origen magribí i musulmà de Catalunya.
Quan tenia només un any va arribar a Catalunya amb la seva família, fugint de la guerra que havia esclatat a Algèria, i es van establir al poble matern, Castelló de Farfanya.